# Fredriksdalsbron
Fredriksdalsbron est un pont ferroviaire du quartier de Johanneshov à Stockholm en Suède. 

## Description
Desservant la ligne Tvärbanan, le pont s'étend au nord de la station Gullmarsplan, fait immédiatement un virage serré vers l'est pour plonger sous deux autres ponts, le Skanstullsbron et le Johanneshovsbron, puis continue vers l'est sur un viaduc menant à la station Mårtensdal à Hammarby sjöstad.
Le pont a été construit par Nordic Construction Company (en) (NCC) en 2000-2002 en tant que  première partie d'une extension du Tvärbanan. 
D'une longueur de 379 mètres, le pont repose sur 15 piliers dont 2 sont ancrés dans le substrat rocheux tandis que les autres sont des pieux pointus en acier. Le tablier du pont est constitué d'un plateau en béton armé non précontraint arrondi en dessous.
Les culées et les revêtements sont habillés d'ardoise. La portée maximale est de 30 mètres et la largeur varie de 9,4 à 11,4 mètres. 
Le pilier le plus long mesure un peu plus de 20 mètres, reposant sur une fondation principalement composée de poteaux mesurant jusqu'à 35 mètres de longueur.

## Galerie

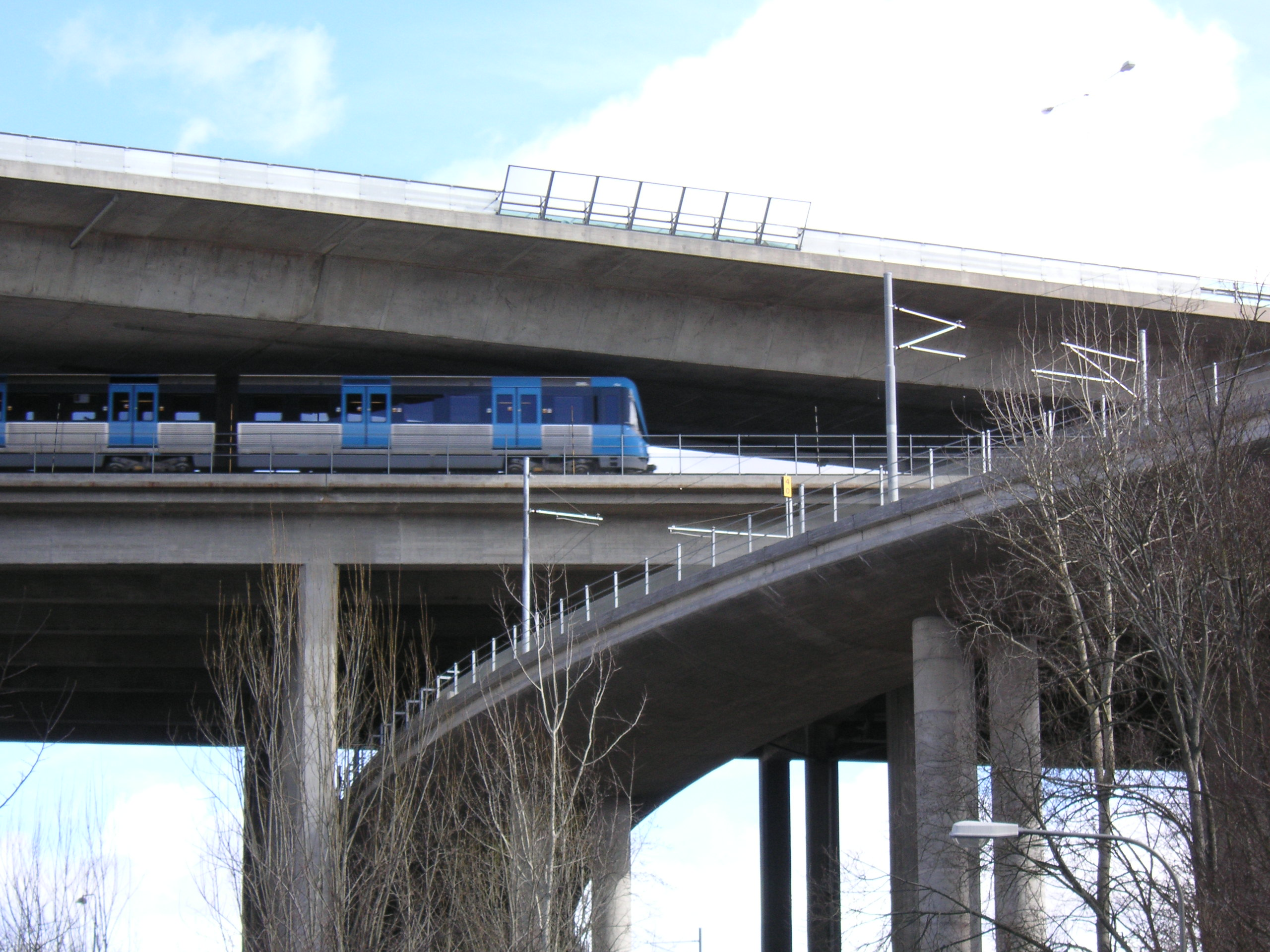
Fredriksdalsbron en bas, sous le Johanneshovsbron et le Skanstullsbron.
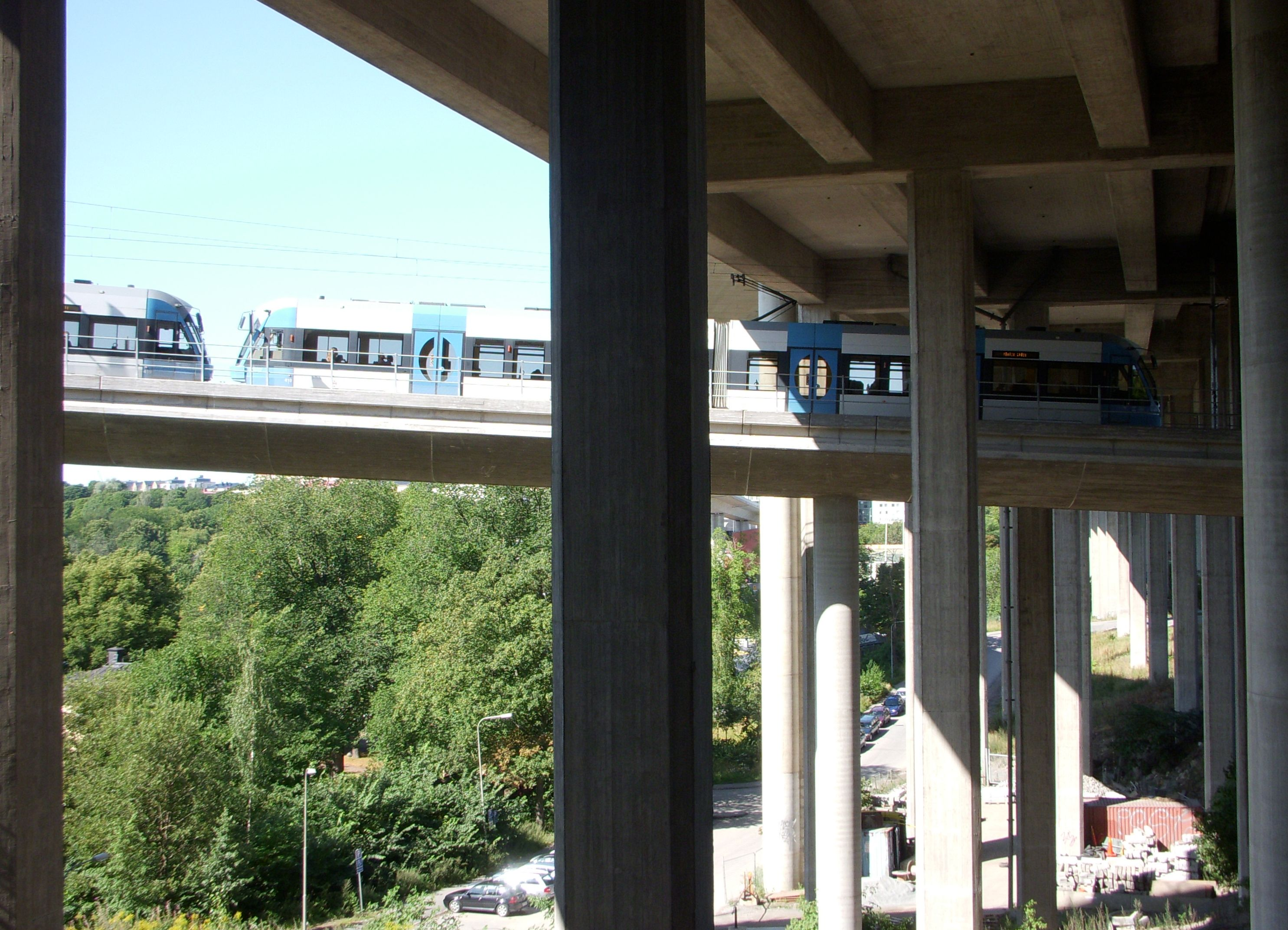
La ligne de Tvärbanan passant sous le Skanstullsbron.
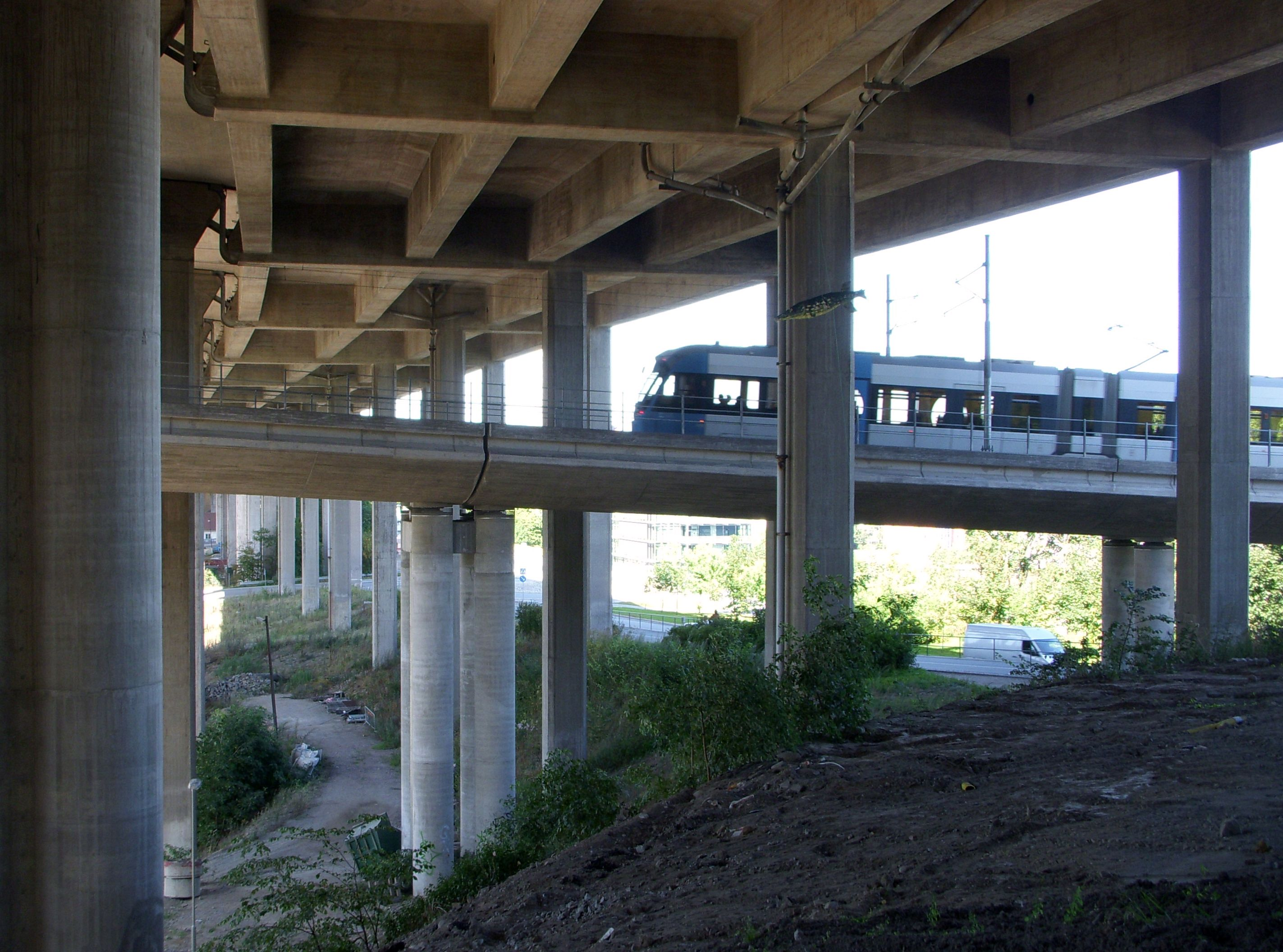
La ligne de Tvärbanan passant sous le Skanstullsbron.
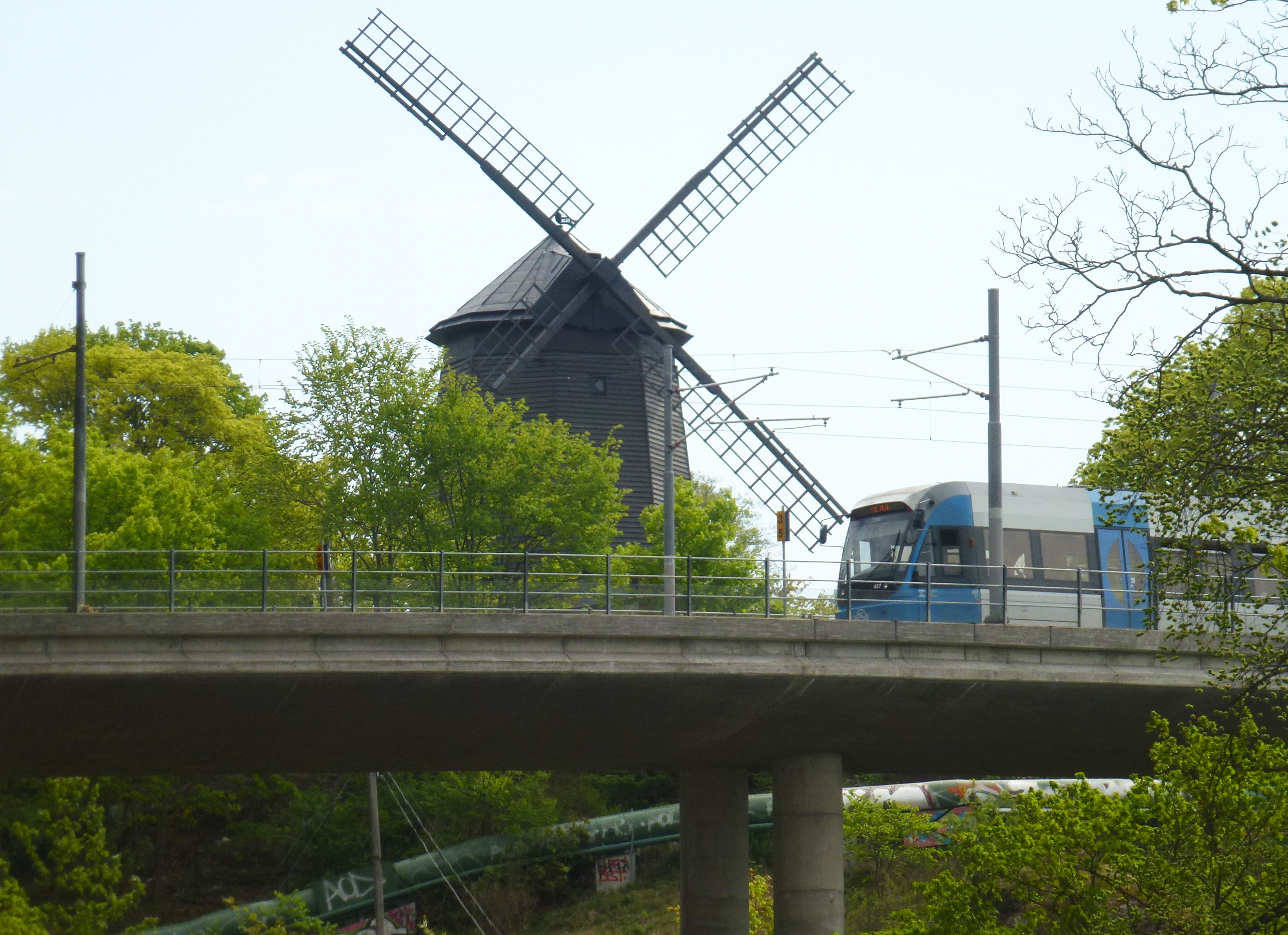
Fredriksdalsbron et le Skanskvarn.